# Chorizococcus coniculus
Chorizococcus coniculus är en insektsart som beskrevs av Miller och Mckenzie 1971. Chorizococcus coniculus ingår i släktet Chorizococcus och familjen ullsköldlöss. Inga underarter finns listade i Catalogue of Life.